# Peïra-Cava
Peïra-Cava est un petit village français dépendant de la commune de Lucéram, situé dans le département des Alpes-Maritimes en région Provence-Alpes-Côte d'Azur.

## Toponymie
Le village dépendait du comté de Nice jusqu'en 1860, il doit l'origine de son nom à la langue niçoise. Peïra signifiant "Pierre" et  Cava "Concave", "Creux". 

## Géographie

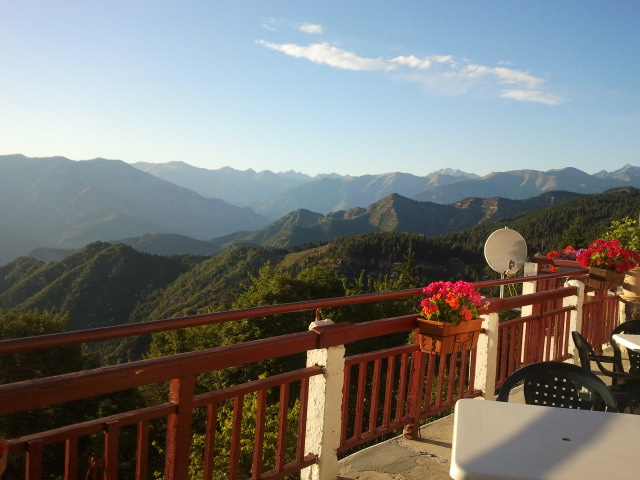

Peïra-Cava est dominé par sa cime éponyme à 1 581 m. d'altitude.
Situé sur une crête séparant les vallées de la Bévéra, de la Vésubie et du Paillon. Son relief peu accidenté, comporte de nombreux replats qui en font un site original pour un village perché à 1 450 mètres d'altitude. Ce village offre ainsi de multiples points de vue sur la chaine des Alpes, les massifs du Mercantour, de l'Esterel allant jusqu'à la mer Méditerranée avec les îles de Lérins et un aperçu exceptionnel sur la Corse par très beau temps.

## Histoire

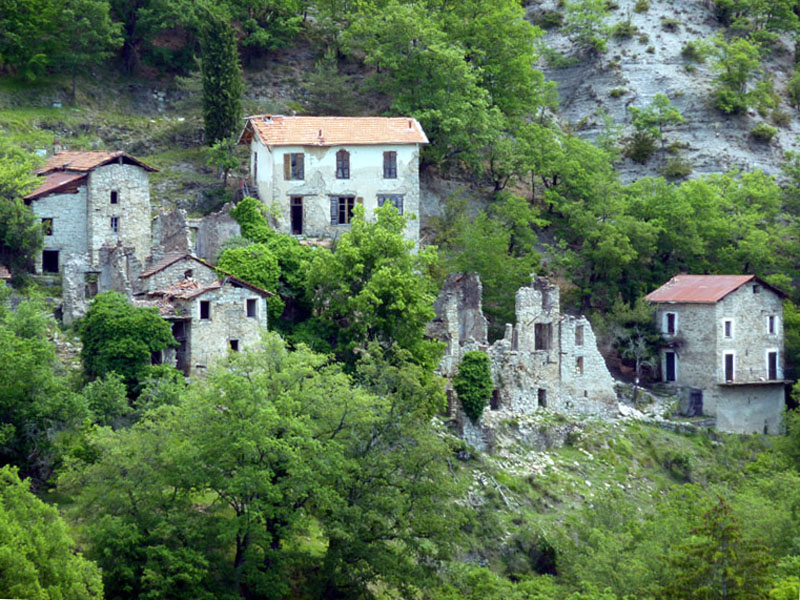

Avec la création au début du siècle dernier de la 1re station de sports d'hiver du département, Peïra-Cava a bénéficié d'une grande renommée au début du XXe siècle, en témoigne la liste des personnages célèbres ayant séjourné dans la station (voir plus bas). 

### Histoire militaire
La position dominante de Peïra-Cava, sa proximité de la frontière italienne et du massif de l'Authion ont fait du village un site de garnison stratégique à la fin du XIXe siècle.
L'histoire militaire de Peïra-Cava est intimement liée à celle des chasseurs alpins. L'été 1876 marque les premières manœuvres des chasseurs à pied dans le village de Peïra-Cava.
Dans le contexte de la montée des tensions entre la France et l'Italie dans les années 1870 et les années 1880 au sujet des questions coloniales, Peïra-Cava va se doter de casernes qui vont permettre l'installation annuelle d'une demi-brigade de chasseurs alpins qui effectueront des rotations vers les sites du col de Turini et du massif de l'Authion. 
Les casernes Crénant, construites entre 1876 et 1887 accueillent de 300 à 1 000 soldats, en toutes saisons, jusqu'à l'occupation italienne en 1942. 
Peïra-Cava joue ainsi un rôle important dans le secteur fortifié des Alpes-Maritimes. En effet, il accueille une partie des soldats qui mèneront la bataille contre les italiens au massif de l'Authion du 20 au 25 juin 1940. À la différence de la majeure partie des Alpes-Maritimes libérée en septembre 1944, Peïra-Cava demeure un lieu stratégique en vue des dernières batailles de la Seconde Guerre mondiale en France qui opposeront la 1re division française libre, le 3e régiment de tirailleurs sénégalais, le BIMP (bataillon d'infanterie de marine et du Pacifique), des chars du 1er régiment de fusiliers marins et les troupes allemandes qui occupent les fortifications du massif de l'Authion depuis le départ des Italiens. Le 12 avril 1945, les Français parviennent à prendre les fortifications. La bataille fait 274 morts et 644 blessés du côté français,. 
La présence de l'armée a largement contribué au développement de Peïra-Cava. Un lieu de culte, Notre-Dame-des-Neiges, y est bâti en 1903 avec le financement de Robert de Courson. Le village était relié à Nice par une ligne d'autobus, plusieurs fois par jour. Plus largement, c'est aux militaires que Peïra-Cava, le col de Turini et Camp d'argent doivent le développement des activités hivernales, puisque ce sont les chasseurs alpins installés dans le camp de Plan-Caval du massif de l'Authion, qui organisent les premiers concours de ski de fond le 24 janvier 1909.

#### Accords de Peïra-Cava
Signés par Max Hymans le 13 juillet 1955, ils mettent fin à la concurrence franco-française dans les colonies et refusent le monopole d'Air France en organisant le partage des lignes faisceau par faisceau. Les liaisons avec l'Afrique-Occidentale française, l'Afrique-Équatoriale française et Madagascar étaient assurées pour moitié par Air France, tandis que l'autre moitié était partagée équitablement entre l'UAT (Union Aéromaritime de Transport) et la TAI (Transports Aériens Intercontinentaux).

### Espace pionnier du tourisme de montagne
Victor de Cessole est l'initiateur de la station de sports d'hiver de Peïra-Cava : il est le premier à escalader à ski la cime du village. Président du Club alpin français de Nice à partir de 1900, il va promouvoir, grâce à la présence militaire, la pratique du ski. En dehors des activités sportives, Peïra-Cava est mentionné dès 1885 dans L’Union artistique et littéraire pour son air pur. En septembre 1905, le Bulletin paroissial de Lucéram et Peïra Cava vante les mérites de l'air local : "L’air salutaire et bienfaisant de la montagne est un des grands remèdes de la médecine et de la morale. On a vu des personnes se rétablir en un mois, en une saison, à Peïra Cava."
Dès 1905, les chasseurs alpins s'essaient à la pratique du ski dans le massif de l'Authion, où se convie l'aristocratie niçoise. 
Le 24 janvier 1909 voit se dérouler la première compétition de ski de fond, alors que la patinoire du lac est inaugurée le 30 janvier de la même année, quelques jours avant une compétition de hockey sur glace opposant une équipe de la Riviera à l'équipe belge. 
La station prend rapidement une dimension internationale. Harald Durban Hansen, spécialiste norvégien du ski nordique devient conseiller du Club alpin français en 1905 et vient proposer une démonstration de ski en février 1909, entre le village et la baisse de Camp d'Argent. L'ensemble de ces évènements est organisé dans le cadre de la "Quinzaine de Peïra-Cava", promue par le journaliste Léon Marguliès et le directeur sportif de la station, Antoine Goldberg. 
En 1905, l'Agenda du Voyageur du guide La Méditerranée : de Marseille à Gênes, la Côte d'azur, les Alpes-Maritimes compte trois hôtels : l'Hôtel des Alpes, le Bellevue, et le Grand-Hôtel Faraut. Il faut alors 7 heures pour relier Nice et Peïra-Cava !
Les journaux participent également à la renommée de la station. Le 19 janvier 1907, la feuille Les Echos de Nice et Monte Carlo écrit : "Quel pays merveilleux où l’on va de l’hiver le plus rigoureux au printemps le plus doux, de la neige aux fleurs d’orangers, des sapins poudrés de givre aux palmiers et aux fleurs en moins de deux heures ! Il n’y a qu’un pays au monde où se produise ce miracle, qu’un Peïra-Cava et qu’une Riviera !"

#### Programme de la "Quinzaine de Peïra-Cava" 1909
- Du 23 au 30 janvier : luge féminine, ski de fond militaire, course de vitesse en patins, rencontres de hockey sur glace.
- 6 février : course de ski de fond à Camp d'argent.
- 7 février : saut à ski, en présence de Durban Hansen.
- 8 février : ascension en traîneau de la cime de l'Authion (2 080 m).
- 9 février : concours international de ski de fond.
- 10 février : concours de gymkhana et de luge.

#### L'essor de l'entre-deux guerres
Après la Première Guerre mondiale, Peïra-Cava poursuit son ascension touristique. En 1920, l'ingénieur roumain Henri Coandă propose de relier Nice et Monaco au moyen d'un transport par câble composé de nacelles appelées "avions" , et de prolonger cette ligne dont les "avions" pouvaient accueillir 20 passagers et quelques charges de fret jusqu'à Peïra-Cava. En 1921, le projet est adopté par le Conseil général des Alpes-Maritimes mais refusé par le ministère chargé des transports publics. En 1923, 1 500 personnes assistent à un concours de ski de fond, et en 1927 les Italiens de Limone Piemonte y participeront, donnant de l'ampleur à la manifestation.

#### Les difficultés de l'après-guerre
En 1945, une piste qui part de la poudrière à la sortie du village jusqu'à la cime de Peïra-Cava est déboisée. Cependant, ce n'est qu'en 1963 qu'est inauguré le télésiège du village. La station comptait alors 3 pistes de ski. Le départ des militaires peu après la fin de la Seconde Guerre mondiale amorce une phase de déclin pour le premier village de montagne investi par les touristes dans les Alpes-Maritimes. Les commerces commencent à fermer, et les hôtels sont remplacés par des colonies de vacances. De surcroît, la concurrence des stations mieux équipées et plus vastes, (comme Auron, Valberg et Isola 2000) ainsi que le phénomène d'attraction touristique du col de Turini et de Camp d'Argent rendent le développement du village incertain. Le télésiège est démonté dans les années 1990, et le téleski du lac est aujourd'hui inactif. 
L'histoire invite également à considérer les responsabilités politiques dans l'échec du développement économique de la station. Ainsi que l'évoque Christian Hélion dans son article "Peïra-Cava : itinéraire d'un lieu touristique dans la moyenne montagne niçoise" : "Contrairement à la commune de Lucéram, qui n'a pratiquement jamais obtenu d'aides, pour des raisons politiques, ces stations [celles du Mercantour] bénéficient d'importantes subventions du Conseil Général". En effet, sur le territoire de Lucéram, bastion communiste de l'arrière-pays niçois, la station a pâti des conflits politiques entre la "vallée rouge" du Paillon et le Conseil général des Alpes-Maritimes, majoritairement de droite.

## Galerie

Peïra-Cava au début du XXe siècle
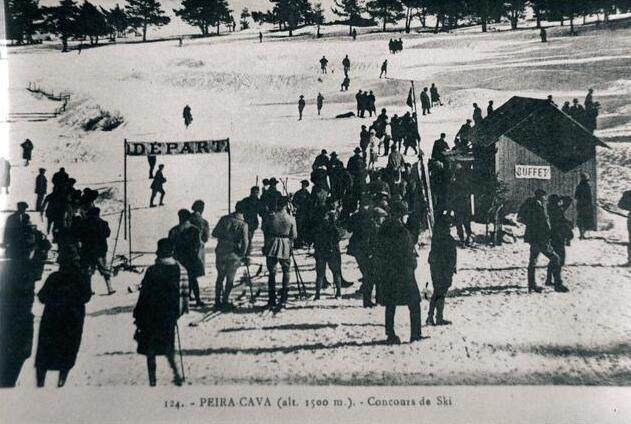
Concours de ski aux granges-du-lac.
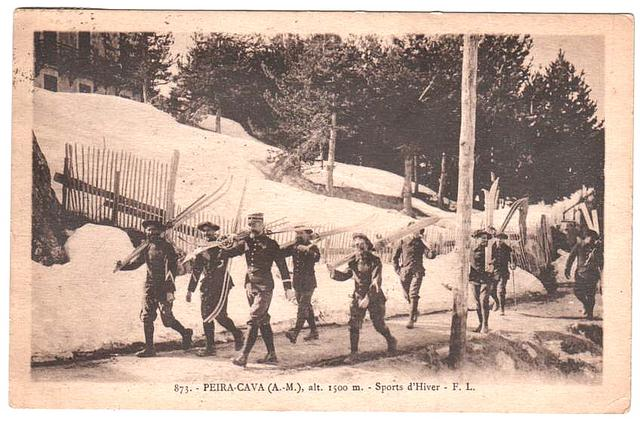
les chasseurs alpins dans le village.
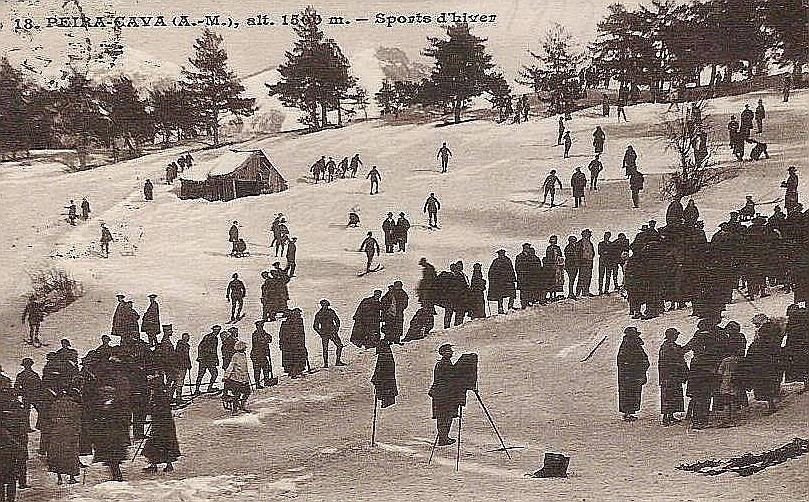
hivernants aux granges-du-lac.
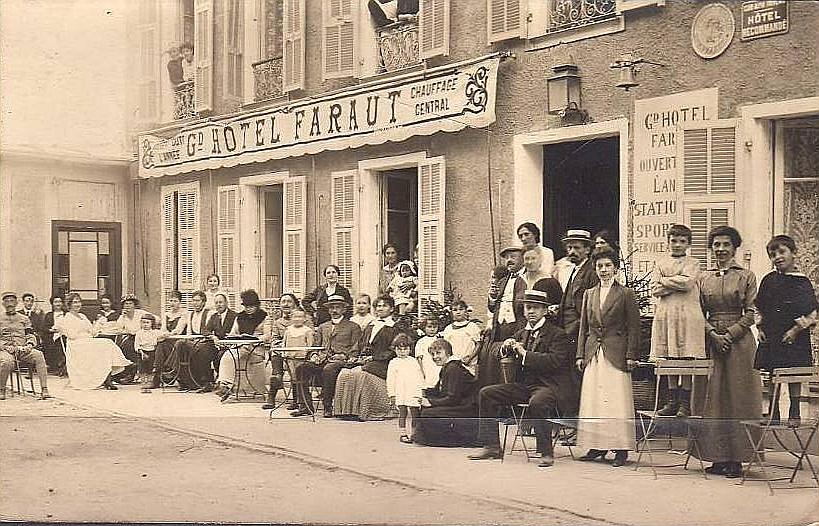
le Grand-Hôtel Faraut.
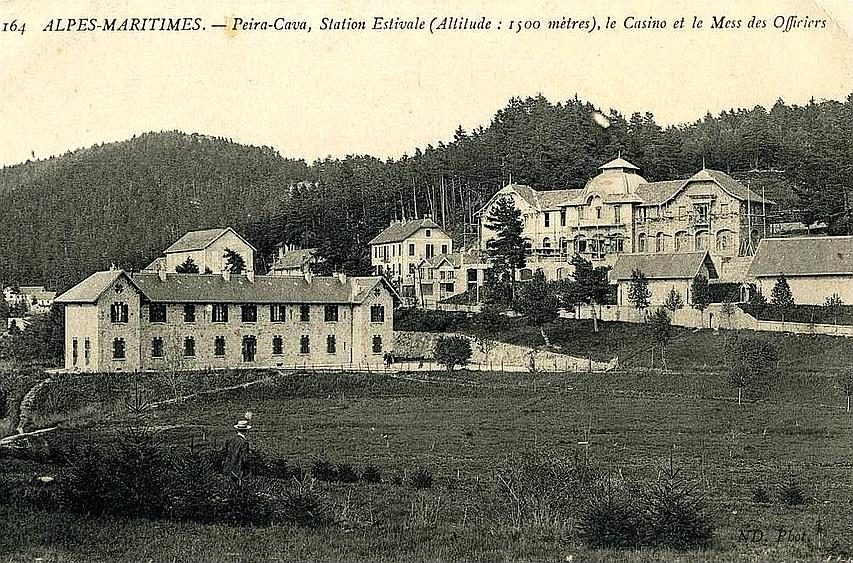
Au premier plan, le mess des officiers (aujourd'hui la mairie annexe), au second plan le casino (aujourd'hui détruit).

## Personnages célèbres ayant séjourné à Peïra-Cava
- Victor de Cessole, pionnier des massifs des Alpes du sud
- Jean Lorrain, écrivain
- Jeanne Florentine Bourgeois dite Mistinguett, chanteuse et actrice
- Pauline Carton, comédienne
- Maurice Chevalier, artiste de variété
- Marc Chagall, peintre qui a produit des tableaux au village
- Jean Vanden Eeckhoudt et sa fille Zoum Walter, artistes peintres
- André Gide, Prix Nobel de littérature
- Marc Allégret Cinéaste
- Robert Hossein et Marina Vlady couple de comédiens qui se fiancèrent à "L'hostellerie de la Forêt"
- Níkos Kazantzákis, écrivain
- Le Général Charles de Gaulle, président de la République
- Rainier III et Albert II, princes souverains de Monaco
- Grace Kelly, princesse consort de Monaco, actrice américaine (nationalisée monégasque par son mariage en 1956 avec S.A.S Rainier III)

## Peïra-Cava aujourd'hui

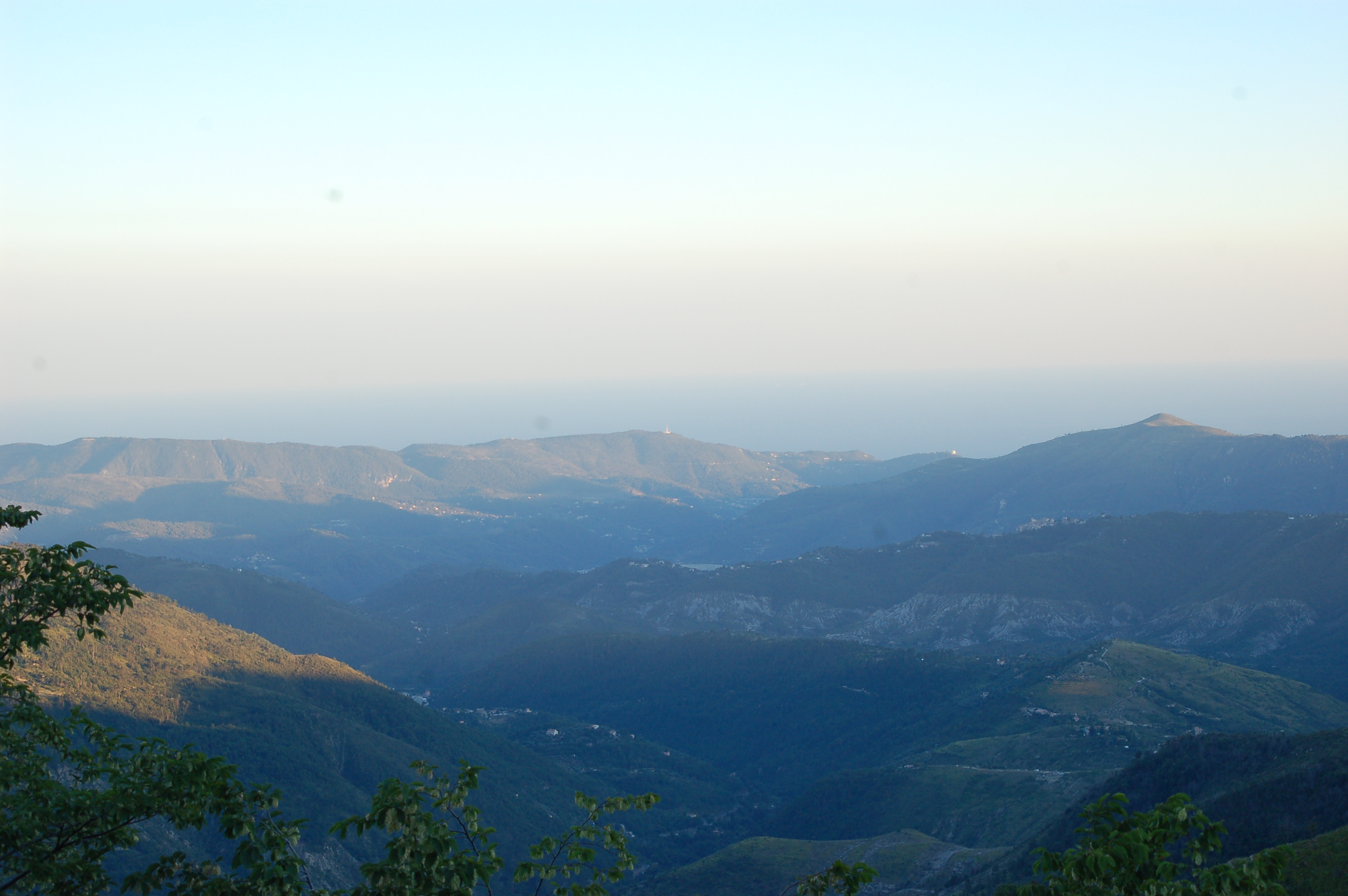
Vue depuis "La Cabanette", à l'entrée de Peïra-Cava

De nos jours, la station de Peïra-Cava a abandonné la pratique du ski alpin notamment en raison du réchauffement climatique induisant un déficit de neige naturelle, occasionnant ainsi la suppression des remontés mécaniques. Néanmoins, les activités hivernales (telles que la luge, les randonnées en raquettes, les balades en ski de fond ou de randonnées), font toujours le plaisir des amateurs de neige. 
Depuis une vingtaine d'années un accrobranche a investi le site des Granges-du-Lac, il est également possible de passer des nuits dans des yourtes ou en cabane perchée dans les arbres. 
Un site d'escalade naturel équipé est à disposition de tous les grimpeurs ainsi qu'une structure artificielle en extérieur. 
Depuis 2007, une table d'orientation d'un nouveau concept est installée sur un surplomb de gré oligocène. Ce site d'observation géographique facilement accessible offre un panorama exceptionnel des îles de Lérins au massif de l'Estérel, jusqu'aux montagnes du Mercantour ainsi que quelques sommets italiens, sans oublier le soir, un coucher de soleil incomparable au-dessus de cette immense forêt toujours préservée. 
Le village et ses alentours servent régulièrement de décors pour la publicité et le cinéma :  
Une des dernières scène du film Les Seins de glace de Georges Lautner avec Claude Brasseur, Alain Delon et Mireille Darc a été tournée à l'ancienne table d'orientation. Cette dernière est accessible par une échelle métallique, mais son accès est déconseillé car peu sécurisé. 
Sa forêt est un lieu privilégié pour se ressourcer lors de randonnées en montagne ainsi que l'observation de la faune et de la flore.  
Les perceptions astronomiques sont facilités depuis le champ de tir, la cime de Peïra-Cava ou la table d'orientation, car relativement bien protégés de la pollution lumineuse environnante. 